# Automated Decision Systems
 Automated Decision Systems er avancerede business intelligence-datasystemer, der er opbygget med henblik på at beslutninger kan uddelegeres. Indebærer risiko for manglende fleksibilitet, men giver mulighed for stærk fælles handlingsmønster i en organisation.